# Явгения Янищиц
Явгения Янищиц (на беларуски: Яўгенія Іосіфаўна Янішчыц) е беларуска литературоведка, преводачка и поетеса на произведения в жанра лирика.

## Биография и творчество
Явгения Йосифовна Потапчук Янищиц е родена на 20 ноември 1948 г. в село Рудка, (сега в Пински район на Брестка област), Беларуска ССР, СССР, в семейството на колхозничката Мария Андреевна и Йосиф Степанович. Носи фамилията на първия съпруг майка си – Йозас Янишиц, който загива на фронта през 1944 г. Родното ѝ село, разположено на десния бряг на река Яселда, носи името си от рудодобива. Тя израства в селската среда, което се отразява в творчеството ѝ. В 4-ти клас пише първите си стихове.
Учи в родното си село и в село Мерчици, и завършва средното си образование в село Поречие през 1966 г. Следва във филологическия факултет на Беларуския държавен университет, който завършва през 1971 г.
Дебютира със стихове в местния печат през 1962 г., а през 1964 г. в републиканския печат (сп. „Брезичка“). През 1969 г. участва във Всесъюзния конгрес на младите поети и писатели, а през 1970 г. е публикувана първата ѝ стихосбирка, „Снежныя грамніцы“ (Снежна буря). През 1970 г. е дипломант на беларуския фестивал на младите творци. Член на Съюза на писателите на СССР от 1971 г. През 1971 г. работи като завеждащ библиотеката в ЦК на Ленинския комсомол на Беларус.
През 1971 г. се омъжва за беларуски поет и журналист, офицера Сергей Панизник, и се преместват в Чехословакия, където той отбива военна служба като военен журналист. Бракът ѝ бързо се разпада и тя се връща през 1972 г. в Беларус, където ражда сина си Андрей и го отглежда сама. Официално се развежда през 1976 г.
През 1974 г. е издадена книгата ѝ с лирика „Вечерен ден“, за която получава наградата на Ленинския комсомол на Беларус. В периода 1976 – 1983 г. е литературен консултант на „Селски вестник“ в Минск. През 1978 г. е издадена стихосбирката ѝ „Яселда“, през 1980 г. – „На брега на рамото“, а през 1983 г. лиричния сборник „Време за любов и жалост“. За последния през 1986 г. е удостоена с Държавната награда на БССР „Янка Купала“.
През 1981 г. като член на делегацията на БССР участва в работата на XXXVI сесия на Общото събрание на ООН. В периода 1983 – 1988 г. е ръководител на отдела за поезия на сп. „Младост“. Последната ѝ приживе издадена книга е „Зимна калина“ през 1987 г.
През 1988 г., пресичайки улица в Могильов, е блъсната от автомобил, впоследствие на което лежи в болница и в психиатрия.
Явгения Янищиц умира, като се самоубива падайки от 8-ия етаж на новия си апартамент, на 25 ноември 1988 г. в Минск. В същата година излиза неин том с избрана лирика – „В шума на ръжената светлина“.
Училището в село Поречие, централната районна библиотека и улица в град Пинск носят нейното име. От 1998 г. е открит литературен музей в училището в Поречие.
Режисьорът Андрей Льовчик, по случай 20 години от смъртта ѝ, създава филма „На гласа на музата“ за живота и творчеството ѝ, а литературоведът Светлана Калядка е издава книга за поетесата – „Неопитомената птица на Полесие“.
На български има преводи на стиховете ѝ от Зоя Василева, Найден Вълчев, Янко Димов, Марко Марков и Христо Попов.

## Произведения
частично представяне
- Снежныя грамніцы (1970)
- Дзень вечаровы (1974)
- Ясельда (1978)
- На беразе пляча (1980)
- Пара любові і жалю (1983)
- Каліна зімы (1987)
- У шуме жытняга святла (1988) – избрани стихове и поеми